# 儒略改革曆
儒略改革曆是1923年在伊斯坦布尔召开的東正教會大会上制定的。由于格里曆是由天主教會教宗制定的，东正教會拒绝采纳，但儒略曆和实际太阳运动已经产生偏差，因此东正教會自己制定修改曆法，但大体和格里曆基本一致，只是对闰年的设置略有偏差：能被4整除的大多是閏年，能被100整除者除外，如被900除而得餘數200或600的年份則不在此限（該年為闰年），这种偏差要到2800年才能显示出来（格里曆2800年是闰年，根据儒略改革曆是平年），但當到達2900年又會暫時拉平（格里曆2900年是平年，根据儒略改革曆是闰年）。它的偏差是大約三萬一千年一天，比格里歷的大約三千年一天少。
假如儒略改革曆和格里曆將來都不改變細節的話，那麼每3600年儒略改革曆將會比格里曆慢一天：
- 當到5600年時，儒略改革曆將會比格里曆累計慢1天。
- 當到9200年時，儒略改革曆將會比格里曆累計慢2天。
- 當到12800年時，儒略改革曆將會比格里曆累計慢3天。
- 當到16400年時，儒略改革曆將會比格里曆累計慢4天。
- 當到20000年時，儒略改革曆將會比格里曆累計慢5天。
- 當到38000年時，儒略改革曆將會比格里曆累計慢10天。
- 當到56000年時，儒略改革曆將會比格里曆累計慢15天。

如此類推……

当时希腊和叙利亚的东正教会已经采纳这种曆法，但各地的东正教会仍然使用旧儒略曆计算复活节等宗教节日。